# Деян
Деян (Dejan― кирилиця: Дејан) південнослов'янське чоловіче ім'я, походить від старослов'янського слова dejati, що означає "дію; діяти". Цікаво, що, хоча воно вважається стародавнім слов'янським іменем, деякі стверджують, що назва Деян походить від старого латинського слова Деус або Деа, яке означає, Бог або божественне. Воно дуже поширене в Сербії і Македонії, а також поширене в Болгарії, Чорногорії, Боснії і Герцеговині, Хорватії і Словенії.

Ім'я Деян і прізвище Деянович надзвичайно поширені в сербо-хорватському лінгвістичному районі, і вперше згадуються в середині 14-го століття, в Сербії. Деян (1346– 1366) — сербський магнат у Сербській імперії. Форма Dejaniš також зустрічається в 14-му столітті. Згідно з середньовічними текстами, Деян був широко поширений в сербських землях, і часто в сербській епічній поезії. Ім'я належить до найпоширеніших у Сербії: воно було п'ятим іменем у період 1961—1970 (маючи 5,61 %); першим у 1971—1980; 1981—1990 дев'ятим.

## Відомі люди
- Деян (фл. 1346-66) ― сербський магнат
- Деян Айдачич ― сербський філолог, етнолінгвіст, літературознавець, фольклорист
- Деян Антич ―  сербський шахіст і шаховий тренер
- Деян Блажевський ―  македонський футболіст
- Деян Бодірога ― сербський баскетболіст
- Деян Божков ―  болгарський шахіст і шаховий тренер
- Деян Глушчевич ― сербський футболіст і тренер
- Деян Говедариця ― югославський футболіст
- Деян Дам'янович ― чорногорський футболіст
- Деян Дімітровський ― македонський футболіст
- Деян Дражич ― сербський футболіст
- Деян Златічанін ― чорногорський боксер-професіонал
- Деян Калусевскі ― шведський футболіст македонського походження
- Деян Келхар ― словенський футболіст
- Деян Лазаревич ― словенський футболіст
- Деян Ловрен ― хорватський футболіст
- Деян Медакович ― сербський письменник, історик, професор
- Деян Милованович ― сербський футболіст
- Деян Немець ― словенський футболіст
- Деян Петкович ―  сербський футболіст
- Деян Савич ― сербський ватерполіст
- Деян Савічевич ― чорногорський футболіст
- Деян Сореску ― румунський футболіст
- Деян Станкович ― сербський футболіст
- Деян Станкович ― швейцарський футболіст
- Деян Стефанович ― сербський футболіст
- Деян Стоянович ― сербський поет, письменник, публіцист, філософ, бізнесмен і колишній журналіст.
- Деян Томашевич ― сербський баскетболіст
- Деян Трайковський ― словенський футболіст
- Деян Франкович ― сербський борець греко-римського та вільного стилів
- Деян Якович ― канадський футболіст сербського походження